# جانز کریک (جورجیا)
جانز کریک، جورجیا (به انگلیسی: Johns Creek, Georgia) یک شهر در ایالات متحده آمریکا با جمعیت ۷۶٬۷۲۸ نفر است که در شهرستان فولتن، جورجیا واقع شده‌است.